# طالع‌بینی هندی

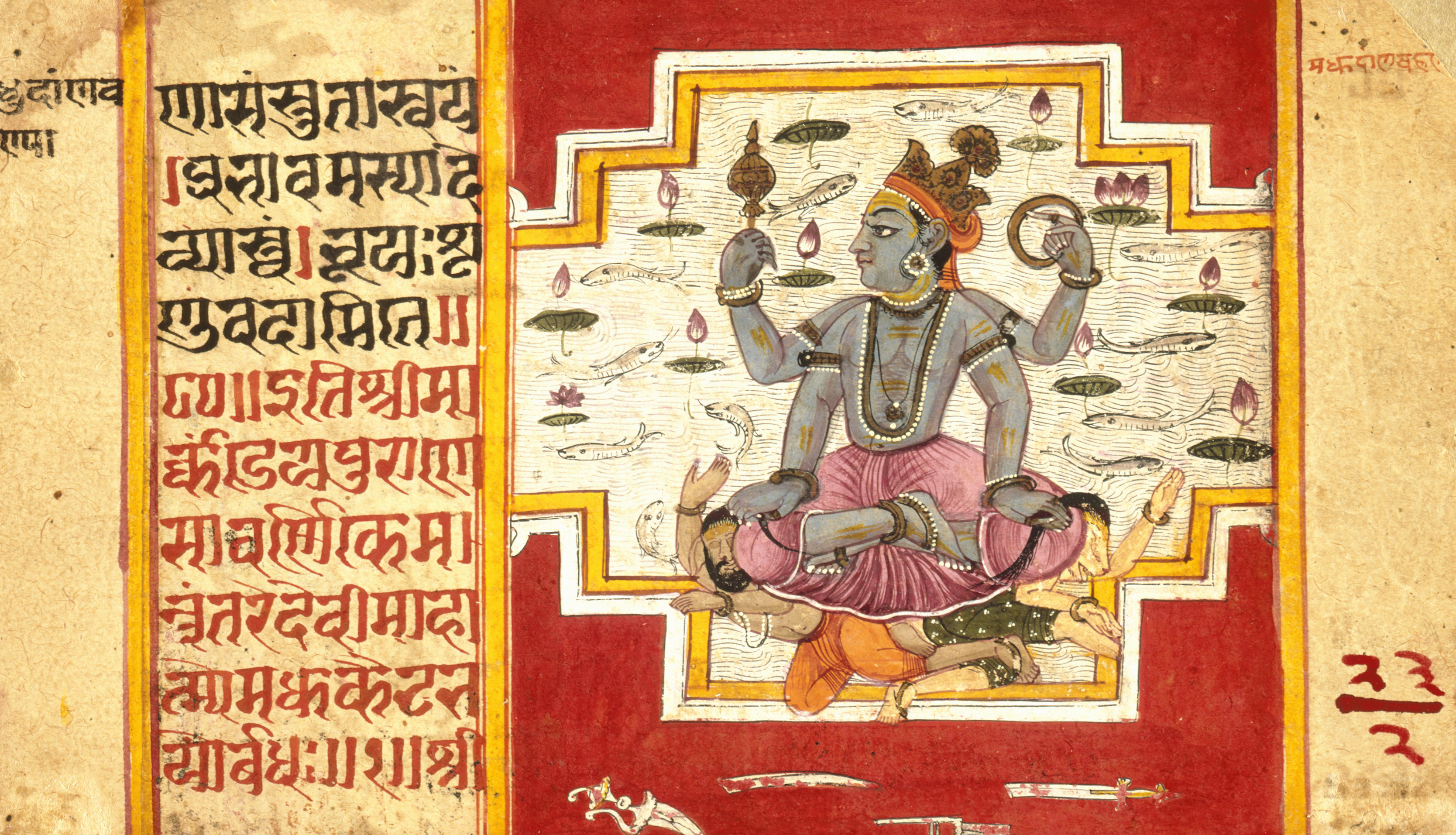
مبارزه با ویشنو مادو و کیتابها (آیه)، برگه‌ای از نقاشی دیوی مهاتمیا (شکوه الهه). آبرنگ

طالع‌بینی هندی (انگلیسی: Hindu astrology) جیوتیشا یا جیوتیشیا (از سانسکریت jyotiṣa، از jyóti- «نور، بدن آسمانی») سیستم سنتی طالع بینی هندو است که به عنوان طالع بینی هندو، طالع بینی هندی و اخیراً طالع بینی ودایی نیز شناخته می‌شود. در حالی که طالع بینی ودایی یک اصطلاح نسبتاً جدید است، استفاده عمومی از آن در 1970s با کمک به خود از نشریات در آیورودا یا یوگا آغاز شده‌است. 
ودانگا جیوتیشا یکی از قدیمی‌ترین متون در مورد نجوم در وداها است.  برخی از محققان معتقدند که فال طالع بینی انجام شده در شبه قاره هند ناشی از تأثیرات هلنیستی است،  با این حال، این موضوع محل بحث بزرگی در میان اهل فن است و سایر محققان معتقدند که Jyotisha به‌طور مستقل توسعه یافته‌است، اگرچه ممکن است با طالع بینی یونانی تعامل داشته باشد.
به دنبال حکم دادگاه عالی آندرا پرادش در سال ۲۰۰۱ که به نفع طالع بینی بود، برخی از دانشگاه‌های هند اکنون مدارک پیشرفته ای را در طالع بینی هندو ارائه می‌دهند. اجماع علمی این است که طالع بینی یک شبه علم است.

## ریشه
Jyotisha، بیان می‌کند Monier-Williams، ریشه در کلمه Jyotish به معنای نور است، مانند نور خورشید یا ماه یا بدن بهشتی. اصطلاح جیوتیشا شامل مطالعه نجوم، طالع بینی و علم زمان‌سنجی با استفاده از حرکات اجسام نجومی است. هدف آن نگه‌داشتن زمان، حفظ تقویم و پیش‌بینی زمان‌های فرخنده برای آیین‌های ودایی بود. 

## تاریخچه و اصول اصلی
جیوتیشا یکی از وداگا، شش رشته کمکی است که برای حمایت از مراسم ودایی استفاده می‌شود. : 376 جیوتیشا اولیه به تهیه تقویمی برای تعیین تاریخ برای مراسم قربانی می‌پردازد و آن را مشخص می‌کند، : 377 در آن چیزی در مورد سیارات نوشته نشده‌است. : 377  در آتارواودا و اوپانیشاد چاندوگیه به  «شیاطین» عامل کسوف اشاره شده‌است که دومی از Rāhu (موجود سایه‌ای که تصور می‌شود مسئول خسوف‌ها و شهاب‌ها است) نام می‌برد. : 382 واژه گراها که اکنون به معنای سیاره در نظر گرفته می‌شود، در اصل به معنای دیو است. : 381 